# Anakolut
Anakolut (gr. ἀνακόλουθον anakólouthon „pozbawiony związku, nielogiczny” od ἀν- an- „bez” i ἀκόλουθος akólouthos „następujący”) – błąd składniowy zniekształcający budowę zdania w taki sposób, że zanika związek logiczny między jego członami. Inaczej mówiąc, jest to wypowiedź zorganizowana składniowo tak, że jej poszczególne człony kłócą się z porządkiem logicznym zdania i są niepoprawne pod względem gramatycznym. 
Najczęstszym przypadkiem anakolutu jest połączenie imiesłowowego równoważnika zdania (z imiesłowem przysłówkowym współczesnym lub uprzednim) ze zdaniem głównym zawierającym inny podmiot (na przykład idąc do pracy, padał śnieg; otwierając okno, zatrzasnęły się drzwi; jadąc na rowerze, spadła mi czapka; przyszedłszy do domu, deszcz przestał padać). Zdania anakolutyczne są czasami wprowadzane celowo, jako środek stylistyczny, do utworów literackich, aby stworzyć wrażenie mowy potocznej lub w innych celach artystycznych.
Z formalnego punktu widzenia anakolutami są także zdania z wyrażeniami typu ogólnie rzecz biorąc, krótko mówiąc, prawdę powiedziawszy (w przypadku tego ostatniego błędne może być użycie imiesłowu uprzedniego powiedziawszy zamiast współczesnego powiadając lub, lepiej, mówiąc), jeżeli podmiot zdania głównego jest inny niż autor wypowiedzi (co zwykle ma miejsce). Konstrukcje te są jednak aprobowane normatywnie na mocy uzusu językowego (mimo że zasada tożsamości podmiotów przeważnie nie jest w nich spełniona).